# Hospitalitas

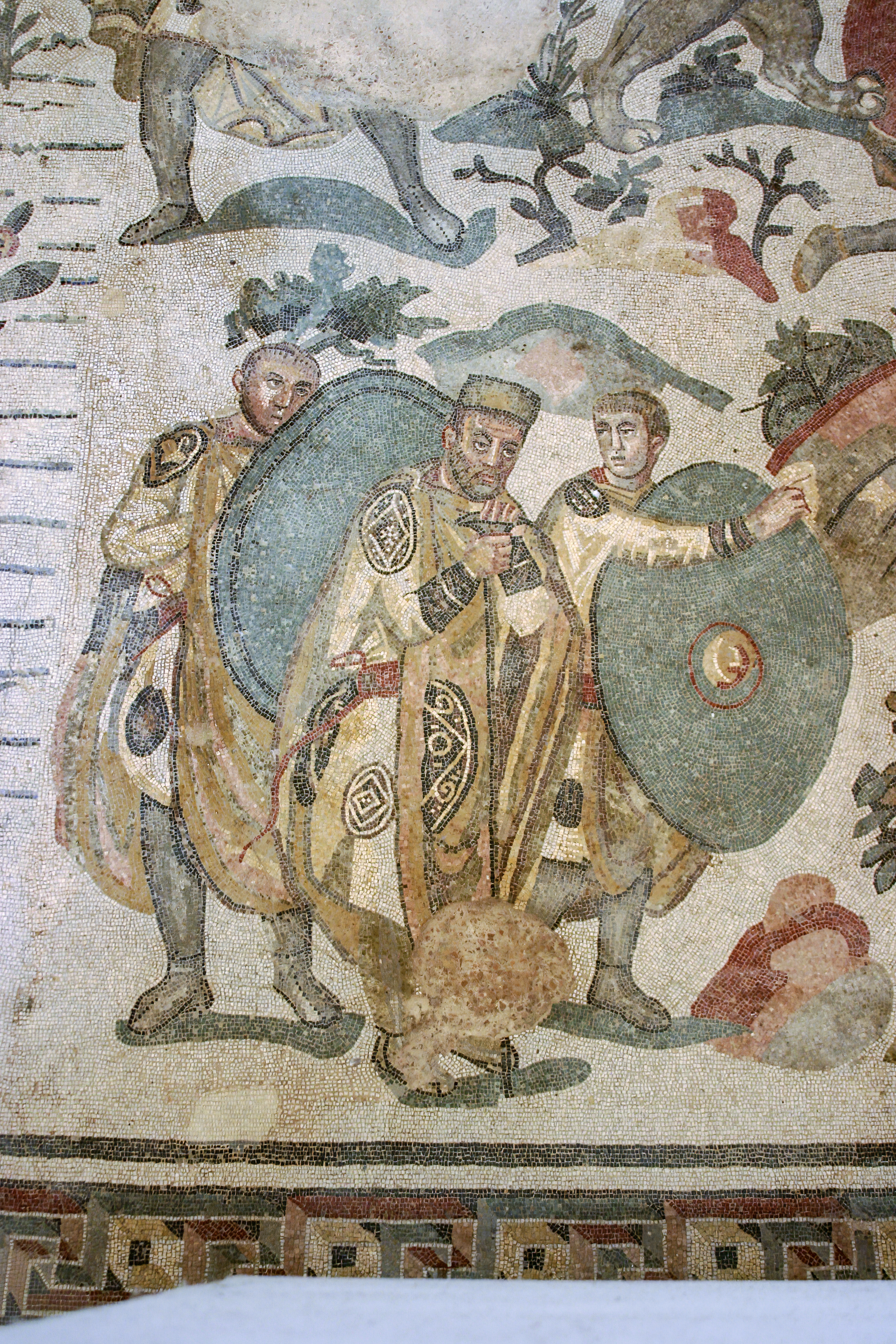
Un grand propriétaire terrien et ses officiers lors d'une chasse (villa romaine du Casale, début du IVe siècle).

L’hospitalitas ("séjour à l'étranger, accueil d'autrui") ou tiertatio est un système de cantonnement et de réquisition destiné à caserner les troupes romaines puis germaniques sur le territoire de l'Empire romain durant les IVe et Xe siècles.

## Dans leCode théodosien(IVe s.)
Cet usage est attesté dans le Code théodosien (VII, 8, 5) : à l'arrivée d'une troupe dans un lieu, celle-ci porte son choix sur une grande propriété - souvent un domaine du fisc impérial - partagée en trois parties par un officier de l'armée appelé fourrier (lat. metator, i.e. "le mesureur"). Le propriétaire du terrain ou son représentant choisit la première partie, l'officier la deuxième et la troisième revient de nouveau au propriétaire. Il ne s'agit que d'un partage d'usufruit et non de propriété éminente : le propriétaire récupère toutes les parties de son territoire au départ des troupes. Ainsi le passage des troupes dans l'Empire romain ne générait aucun trouble : l'hospitalitas assurait la paix et la sécurité juridique.
« Impp. Arcadius et Honorius aa. Hosio magistro officiorum. In qualibet vel nos ipsi urbe fuerimus vel ii qui nobis militant commorentur, omni tam mensorum quam etiam hospitum iniquitate summota, duas dominus propriae domus, tertia hospiti deputata, eatenus intrepidus ac securus possideat portiones, ut in tres domu divisa partes primam eligendi dominus habeat facultatem, secundam hospes quam voluerit exequatur, tertia domino relinquenda. Plenum enim aequitate atque iustitia est, ut qui aut successione fruitur aut empto vel extructione gaudet electam praecipue iudicio suam rem teneat et relictam. (398 febr. 6) »
« Les empereurs Arcadius et Honorius, augustes, à Ossius, maître des offices. Dans quelque cité où, soit nous-mêmes avons été, soit où ceux qui agissent en notre nom aient à agir, la mesquinerie tant des arpenteurs que des hôtes ayant été réduite au silence, qu'un propriétaire [de terres] rassuré et conforté dans son bien conserve deux parts de son domaine propre - la troisième délivrée à l'hôte - de telle façon qu'il ait la possibilité de choisir la première part dans son domaine morcellé en tiers, l'hôte la seconde qui aura eu son suffrage, la troisième devant revenir au maître. Voici qui est plein d'équité et de justice ; puisque qui bénéficie d'une succession ou jouit d'un achat, ou d'un bien foncier, tient ainsi de bon droit la principale part d'un bien et choisi et assuré. (6 février 398) »

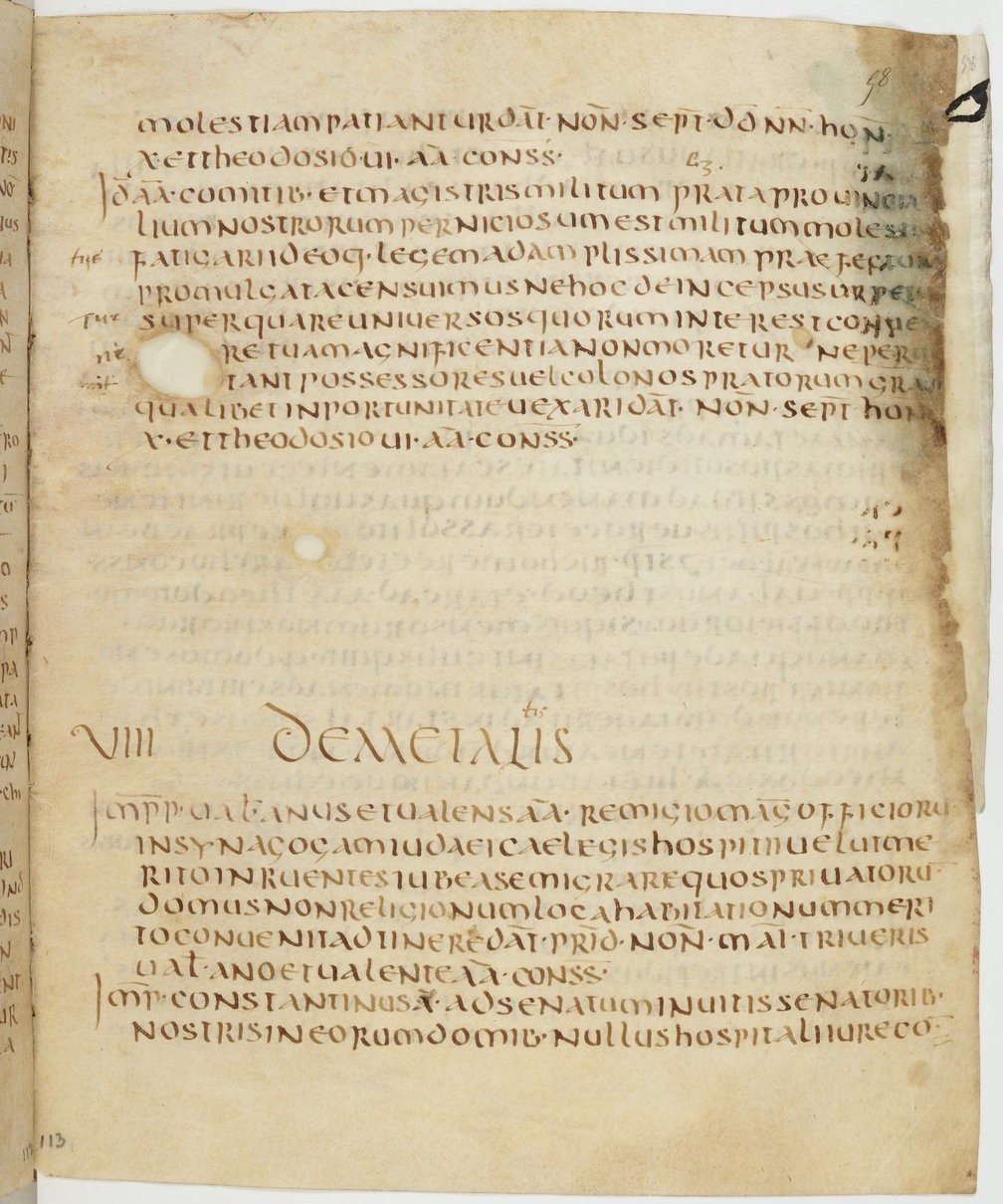
Incipit du chapitre De metatis du Code théodosien, concernant le partage des terres par hospitalitas (BnF ms. lat. 9643, f.58r)

## Usage auhaut Moyen Âge
Les premières vagues des grandes migrations (Wisigoths, Ostrogoths et Burgondes), poussées par les Huns en direction de l'Empire romain, ont fréquemment utilisé ce mode de répartition des terres. La différence notable était que cette fois il ne s'agissait plus d'un partage de jouissance mais d'un partage de propriété (Julien Havet, Ferdinand Lot). Ces peuples se livraient en effet à des migrations et s'implantaient définitivement sur le territoire de l'Empire Romain ; les terres à partager étaient tirées au sort, d'où le nom de sortes donné à certains lots de terres.
L’hospitalitas fut d'ailleurs l'objet de législations pour des peuples barbares, notamment les Burgondes, dans la Lex Gundobada (ou "lex Burgundionum" ou loi gombette) rédigée par Gondebaud, roi des Burgondes. Cette loi, qui est une lex barbarorum, traite du cas d'abus commis par des Burgondes qui réclamaient l'application de l’hospitalitas alors qu'ils avaient déjà hérité des terres de leurs ancêtres.
« LIV. DE HIS, QUI TERTIUM MANCIPIUM ET DUAS TERRARUM PARTES CONTRA INTERDICTUM PUBLICUM PRAESUMPSERINT.
1. Licet eo tempore, quo populus noster mancipiorum tertiam et duas terrarum partes accepit, eiusmodi a nobis fuerit emissa praeceptio, ut quicumque agrum cum mancipiis seu parentum nostrorum sive nostra largitate perceperat, nec mancipiorum tertiam nec duas terrarum partes ex eo loco, in quo ei hospitalitas fuerat delegata, requireret : tamen quia conplures, ut conperimus, inmemores periculi sui, ea quae praecepta fuerant excesserunt, necesse est, ut praesens auctoritas ad instar mansurae legis emissa et praesumptores coerceat, et huc usque contemptis remedium debitae securitatis adtribuat. Iubemus igitur, ut quicquid hii, qui agris et mancipiis nostra munificentia potiuntur, de hospitum suorum terris contra interdictum publicum praesumpsisse docentur, sine dilatione restituant.
2. De exartis quoque novam nunc et superfluam faramannorum conpetitionem et calumpniam a possessorum gravamine et inquietudine hac lege praecipimus submoveri, ut sicut de silvis, ita et de exartis, sive ante acto sive praesenti tempore factis, habeant cum Burgundionibus rationem : quoniam sicut iam dudum statutum est, medietatem silvarum ad Romanos generaliter praecipimus pertenere.
3. Simili de curte et pomariis circa faramannos conditione servata, id est, ut de medietate Romani nihil existiment praesumendum.

4. Quodsi quisque constitutum huiuscemodi praeceptionis excesserit, et non a vobis fuerit cum districtione repulsus, non dubitetis commotionem iracundiae nostrae in vestrum periculum esse vertendam. »
« TITRE LIV. DE CEUX QUI, AU MÉPRIS DE LA DÉFENSE QUE NOUS
AVONS PUBLIÉE, SE SONT EMPARÉS DU TIERS DES
ESCLAVES ET DES DEUX TIERS DES TERRES.
Art. 1. Quoique dans le même temps où notre peuple reçut le tiers des esclaves et les deux tiers des terres, nous ayons fait défense à quiconque aurait reçu de notre munificence ou de celle de notre famille un domaine avec des esclaves, d'exiger dans le lieu où l'hospitalité lui a été assignée, le tiers des esclaves ou les deux, tiers des terres ; néanmoins, comme nous nous sommes aperçu que plusieurs, oubliant le danger qu'ils ont alors couru, ont transgressé notre défense, il est nécessaire de prévenir de nouvelles transgressions par une disposition nouvelle qui aura force de loi pour l'avenir, et de rétablir la sécurité que le passé a pu compromettre. Nous ordonnons donc que ceux qui, après avoir reçu de notre munificence des champs et
des esclaves, seront reconnus s'être en outre emparés des terres de leurs hôtes, au mépris de la défense que nous avons publiée, devront être tenus de les rendre sans délai.
Art. 2. Nous défendons aussi par les présentes que les anciens possesseurs soient molestés et recherchés par les prétentions et réclamations injustes que les Bourguignons, admis chez eux au droit de copropriété, ont récemment élevées au sujet des défrichements. Nous voulons que le partage des terrains déjà défrichés ou qui se défrichent actuellement, soit fait entre les anciens possesseurs et les Bourguignons de la même manière que celui des forêts, dont nous avons voulu que la moitié appartint aux Romains, ainsi que cela est réglé depuis longtemps.
Art. 3. Il en sera de même à l'égard des jardins et des vergers, c’est-à-dire qu’ils seront partagés par moitié entre les Burgondes et les Romains.

Art. 4. Sachez que les effets de notre colère retomberont sur vous [les ducs et comtes], si vous négligez de tirer une vengeance éclatante de toutes les infractions qui pourraient être faites à la présente loi. »
— Jean-François-Aimé Peyré, Lois des Bourguignons, vulgairement nommées Loi Gombette, 1855
Cette loi s'adresse en premier lieu aux hommes proches de la cour royale qui avaient reçu, en vertu de ces relations privilégiées, des terres leur permettant de s'implanter sur le territoire de l'Empire romain. Cependant, la clé de répartition avait changé. Il ne s'agissait plus de la répartition prévue par l’hospitalitas puisque désormais les barbares obtenaient deux tiers des terres. Cette nouvelle clé de répartition n'était cependant valable que pour les Wisigoth et les Burgondes.